# Mashed
Mashed  è un videogioco di guida con visuale dall'alto del 2004, uscito con il titolo Mashed: Drive to survive. 
Nel 2005 è stata pubblicata un'edizione aggiornata intitolata Mashed: Fully Loaded che contiene dei tracciati ed armi aggiuntive. 
Wrecked: Revenge Revisited è considerato il sequel spirituale di Mashed.

## Modalità di gioco
In ogni gara sono presenti quattro veicoli, se uno dei giocatori rimane troppo indietro viene eliminato. La gara continua così finché non rimane un solo giocatore. I giocatori ricevono dei punti in base alla posizione ottenuta, finché un giocatore non raggiunge un numero prefissato di punti. Durante la gara ogni giocatore deve evitare diversi ostacoli ed ha la possibilità di ottenere diversi tipi di armi. Le varie armi che permettono l'eliminazione degli avversari sono: mine, lanciafiamme, barili esplosivi, mitragliatrice, mortaio, fucile, olio, flash e missile a ricerca. 
Una particolarità della versione per PS2 è la possibilità di giocare in 4 con soli due controller, infatti i pulsanti richiesti per giocare sono così pochi che due persone possono condividere un controller: un giocatore usa la levetta analogica di sinistra e le frecce direzionali, mentre l'altro la levetta analogica di destra e i pulsanti colorati.